# Music to Watch Boys To
Music To Watch Boys To je píseň americké zpěvačky a skladatelky Lany Del Rey, která slouží jako druhý singl z jejího čtvrtého studiového alba Honeymoon. Napsala ji Del Rey s Rickem Nowelsem. Premiéra singlu proběhla 9. září 2015 u Beats 1 Radio a oficiálně byl vydán 11. září 2015. Píseň byla původně zamýšlena jako pilotní singl pro album, ale nakonec Del Rey a její společnost dali přednost písni High by the Beach. Název písně byl zmíněn již v červnu 2014, kdy Del Rey v rozhovoru prozradila, že by to mohl být název nového alba. V dalším rozhovoru v lednu 2015 o písni řekla, že ji napsala ve vizuálním noir způsobu, a že „píseň pojednává o vizuálu mužů, procházejících před očima dívky“.

## Hudební video
Již v červnu 2015 prozradil model Jake Mast, že si zahrál ve videoklipu pro Lanu Del Rey, a že video vyjde koncem června, žádné ale vydáno nebylo. V září Del Rey na Instagramu zveřejnila fotky z natáčení. Videoklip k singlu vyšel 30. září 2015 a byl režírován Kinga Burzou. Video je převážně černobílé a zachycuje Del Rey před kamerou na lehátku. Také obsahuje barevné scény plameňáků a dívek plavajících pod vodou.

## Hudební příčky
| Žebříček (2015)                              | Nejvyšší umístění |
| -------------------------------------------- | ----------------- |
| Česko (Singles Digitál Top 100)              | 72                |
| Francie (SNEP)                               | 117               |
| Spojené království (Official Charts Company) | 186               |